# Orthoceras
Orthoceras is een geslacht van uitgestorven mollusken, dat leefde tijdens het Midden-Ordovicium.

## Beschrijving
Deze koppotige had een taps toelopende, cilindrische, kegelvormige schelp met dicht opeenliggende kamers, die een hol en een bol septum (tussenschot) bevatten, met in het centrum een verbindende buis, de sipho. De lengte van de schelp bedroeg ongeveer vijftien centimeter. Orthoceras was een weekdier, het enige wat is versteend is dus 'de wervel' van de inktvis.

## Leefwijze
Orthoceras was een goede zwemmer, die zich voedde met aas en kleine dieren. De schelp bleef steeds in een horizontale positie tijdens het zwemmen.